# Yasmine Pahlaví
Yasmine Pahlaví (* 26. července 1968) je íránská právnička a manželka Rézy Pahlaví, posledního korunního prince dynastie Pahlaví.

## Biografie
Yasmine Etemad-Amini se narodila v Teheránu roku 1968. Navštěvovala soukromou teheránskou školu do doby, než její rodina v 70. letech musela opustit Írán kvůli íránské islámské revoluci. Usadili se v San Franciscu, kde navštěvovala univerzitu Notre Dame.
Na univerzitě George Washingtona dokončila své bakalářské studium a získala doktorát z práv.
Pracovala 10 let v dětském právním centru ve Washingtonu D. C., kde pomáhala s právy mladistvým. Je také spoluzakladatelkou nadace pro íránské děti. Od roku 1991 tak pomáhá prostřednictvím nadace dětem íránského původu, které se setkávají se šikanou v důsledku jejich původu, rasy, náboženství nebo politiky. V roce 2014 se vzdala vedení této organizace a dnes už je jen její pomocnicí. V listopadu 2018 oznámila, že bojuje s rakovinou prsu.

## Manželství a děti
Yasmine se provdala za Rezu Pahlaví v červnu 1986 a společně mají 3 dcery:
1. Noor Zahra Pahlavi (* 1992)
2. Iman Pahlaví (* 1993)
3. Farah Pahlaví, (* 2004)

Rodina žije v exilu v USA. Princezny Noor a Iman navštěvují místní univerzity a princezna Farah je na základní škole.

## Politika
Yasmine Pahlaví se aktivně účastní a podporuje snahu o demokratický převrat v Íránu. Veřejně vystupuje na prodemokratických shromáždění.